# Żółty karzeł

Ewolucja żółtego karła

Żółty karzeł – gwiazda ciągu głównego o typie widmowym G i klasie jasności V (określana jako gwiazda G V).
Najbardziej znanym przykładem żółtego karła jest Słońce. Inne gwiazdy tego typu to m.in. alfa Centauri A, tau Ceti, 51 Pegasi i Kepler 452. Żółte karły mają zwykle masę między 0,8 a 1,4 masy Słońca i żyją około 10 miliardów lat. Pod koniec życia (po wypaleniu całego wodoru w jądrze), żółte karły wielokrotnie zwiększają swoje rozmiary, przechodząc w stadium czerwonego olbrzyma. Z czasem czerwony olbrzym odrzuca zewnętrzne warstwy gazu, tworząc mgławicę planetarną. W środku mgławicy pozostaje jedynie gorące jądro, określane mianem białego karła.
Nazwa "żółty karzeł" jest myląca, gdyż gwiazdy typu G V przez większość życia są białawe (jak Słońce), żółtego zabarwienia nabierając dopiero niedługo przed staniem się czerwonym olbrzymem.